# 京都市立芸術大学の人物一覧
京都市立芸術大学の人物一覧（きょうとしりつげいじゅつだいがくのじんぶついちらん）は、京都市立芸術大学に関係する人物の一覧記事。

## 著名な教職員
- 鷲田清一 - 現：理事長・学長、哲学者
- イリーナ・メジューエワ - ピアニスト
- 上村昇 - チェリスト
- 須川展也 - サクソフォーン奏者
- 小谷口直子 - クラリネット奏者
- 岡田加津子 - 作曲家

## 主な元教員（卒業生以外）
- アーネスト・サトウ (写真家) - 写真家
- 秋野不矩 - 文化勲章受章者
- 稲田尚之 - 建築家
- 上山春平 - 哲学者、元学長
- 梅原猛 - 哲学者、元学長、文化勲章受章者
- 金島桂華 - 日本画家・文化勲章受章者・日本芸術院会員
- 河野健二 - 経済史家、元学長
- 川村曼舟 - 日本画家・日本芸術院会員
- 菊池契月 - 日本画家・日本芸術院会員
- 木島桜谷 - 日本画家
- 幸野楳嶺 - 日本画家
- 近藤悠三 - 陶芸家
- 鈴木治 - 陶芸家
- 佐和隆研 - 美術史家
- 須田国太郎 - 洋画家・日本芸術院会員
- 都路華香 - 日本画家
- 中西進 - 比較文学者、元学長
- 西村五雲 - 日本画家・日本芸術院会員
- 松田尚之 - 彫刻家・日本芸術院会員
- 山元春挙 - 日本画家
- 横山大観 - 日本画家・文化勲章受章者・日本芸術院会員

## 主な卒業生

### 美術学部

#### 日本画家
- 池田遙邨 - 文化勲章受章者・日本芸術院会員
- 石本正
- 入江波光
- 不染鉄
- 上村松園 - 文化勲章受章者・日本芸術院会員
- 上村松篁 - 文化勲章受章者・日本芸術院会員・京都市立芸術大学名誉教授
- 上村淳之 - 日本芸術院会員・元京都市立芸術大学副学長・名誉教授
- 宇田荻邨 - 文化勲章受章者・日本芸術院会員
- 大西守博
- 小野竹喬 - 文化勲章受章者・日本芸術院会員
- 岡本神草
- 甲斐庄楠音
- 加藤美代三
- 斉藤和
- 榊原紫峰
- 清水豊
- 竹内栖鳳 - 文化勲章受章者・日本芸術院会員
- 土田麦僊 - 文化勲章受章者
- 堂本阿岐羅
- 堂本印象 - 文化勲章受章者・日本芸術院会員
- 堂本元次
- 徳岡神泉 - 文化勲章受章者・日本芸術院会員
- 中井汲泉
- 西山英雄 - 日本芸術院会員
- 西山翠嶂 - 文化勲章受章者・日本芸術院会員
- 畠中光享
- 平井楳仙
- 濱田観 - 日本芸術院会員
- 福田平八郎 - 文化勲章受章者・日本芸術院会員
- 星野眞吾
- 前田荻邨
- 梥本一洋
- 三輪晁勢 - 日本芸術院会員
- 村上華岳
- 山岸純 - 日本芸術院会員
- 山口華楊 - 文化勲章受章者・日本芸術院会員

#### 洋画家
- 佐々木壮六
- 白髪一雄
- 堂本尚郎 - 文化功労者
- 田中敦子

#### 版画家
- 木村光佑 (版画家) - 紫綬褒章受章者
- 小林かいち
- 吉原英雄 - 文化勲章受章者
- 山本容子

#### 陶芸家
- 清水六和 - 日本芸術院会員

#### 彫刻家
- 北村西望 - 日本芸術院会員
- 外尾悦郎 - サグラダ・ファミリア主任彫刻家
- 藤原信 -  石の彫刻家

#### 染織家
- 森口邦彦 - 重要無形文化財「友禅」保持者・人間国宝
- 中井貞次 - 日本芸術院会員

#### デザイナー
- ワダ・エミ - 衣裳デザイナー・アカデミー賞（衣裳デザイン賞）受賞者
- 田中一光 - グラフィックデザイナー・文化功労者
- 柳原良平 - イラストレーター（サントリー トリスおじさん作者）
- 藤野洋右 - 任天堂UI/UXデザイナー
- 佐々木侃司 - イラストレーター、元大阪芸術大学学科長
- 坂井直樹 - コンセプター（慶應義塾大学SFC 教授）
- 遠藤秀平 -  建築家
- 田島征彦 - 絵本作家
- 開田裕治 - イラストレーター
- 中山雅 - カーデザイナー（マツダ株式会社デザイン本部長）

#### 現代美術家
- 草間彌生[1][2]
- 青木陵子
- 石橋義正 - キュピキュピ主宰・映画監督
- 伊藤存
- 合田健二 - 映像作家
- 竹岡雄二
- 瀬尾英樹
- 田中英行- Antenna主宰
- 椿昇
- 中原浩大
- 名和晃平
- 野村仁
- パラモデル - 中野祐介、林泰彦のユニット
- 森村泰昌
- ヤノベケンジ
- やなぎみわ

#### 漫画家
- 板橋しゅうほう
- 王嶋環
- 川添真理子
- 木村光久（木村祥刀）
- 小池田マヤ
- 佐々木マキ
- 椎名高志
- 白井弓子
- 堤抄子
- 辻井タカヒロ
- 鳥飼茜
- 比良賀みん也

#### 諸分野
- 村山明 - 重要無形文化財「木工芸」保持者・人間国宝
- 井上隆雄 - 写真家
- 桶谷功 - インサイト代表取締役、経営コンサルタント
- 樫木知子 - 画家
- 木村英輝 - 画家
- 金鐘守 - テレビディレクター
- 黒川博行 - 小説家（直木賞受賞）
- 辻野正樹 - 劇作家、映画監督
- 吉田義夫 - 俳優
- 塩谷舞 - 文筆家、エッセイスト

### 音楽学部
- 糸奇はな - シンガーソングライター
- 稲田康 - 指揮者・作曲家
- 植月千春 - カーヌーン奏者
- 佐渡裕 - 指揮者
- 本山秀毅 - 合唱指揮者
- 宮川泰 - 作曲家
- 菅英三子 - 声楽家
- 北村敏則 - 声楽家
- 灘井誠 - バリトン歌手
- 森祐理 - ゴスペルシンガー
- 河内仁志 - ピアニスト
- 佐賀龍彦 - 俳優(無名塾）、歌手（LE VELVETS）
- 山根明季子 - 作曲家
- 酒井健治 - 作曲家
- 齋藤英美 - 電子オルガン奏者
- 有馬理絵 - クラリネット奏者
- 清水信治 - アコーディオン奏者
- 清水徹太郎 - 声楽家
- 辻峰拓 - 作曲家
- 上村昇 - チェリスト
- 山本康寛 - 声楽家
- 谷正人 - サントゥール奏者、民族音楽学者、神戸大学人間発達環境学研究科准教授